# Хайнрих II фон Бургау
Хайнрих II (IV) фон Бургау (на немски: Heinrich II (IV) von Burgau; † сл. 20 юли 1293) от швабския графски род фон Берг от Берг-Шелклинген е маркграф на Бургау в Херцогство Швабия.

## Произход
Син е на граф Хайнрих III фон Берг-Шелклинген († ок. 1241), маркграф на Бургау, и съпругата му Аделхайд фон Шелклинген. Внук е на граф Улрих I фон Берг († 1209) и Аделхайд фон Ронсберг († 1205). Брат е на Улрих II фон Берг-Шелклинген († сл. 1268), граф на Берг-Шелклинген.

## Фамилия
Хайнрих II фон Бургау се жени пр. 20 юни 1267 г. за Аделхайд фон Албек († 1280, Улм, погребана в манастир Ванген), внучка на Зибото фон Албек († сл. 1220), дъщеря на Витегов 'Млади' фон Албек († сл. 1246) и Луибургис. Те имат децата:
- Хайнрих III фон Бургау (IV/V) († сл. 20 юли 1283/1286), маркграф на Бургау, женен за Агнес
- Витего (Вилхелм) фон Бургау († сл. 1283), абат на Ст. Гален
- Аделхайд фон Бургау († сл. 1307), омъжена пр. 1282 г. за граф Рудолф II фон Верденберг-Сарганс († 1323), син на граф Хартман I фон Верденберг († ок. 1271)
- Луитгард фон Бургау († 13 май 1295), омъжена I. за херцог Лудвиг II фон Тек († 1280/1282), II. пр. 14 май 1295 г. за граф Конрад II фон Грюнинген-Ландау († 1300), син на Хартман I фон Грюнинген († 1280).